# Speicher (Nadrenia-Palatynat)
Speicher – miasto w Niemczech, w kraju związkowym Nadrenia-Palatynat, w powiecie Eifel Bitburg-Prüm, siedziba gminy związkowej Speicher.